# 컨베어 B-58 허슬러
B-58은 컨베이어 사가 개발한 미국 공군에 정식 채용된 전략 폭격기로 애칭은 ‘사기꾼’ (Hustler)이다.

## 개요

### 최초의 초음속 폭격기
동서 냉전 하에서 미국의 대량 핵 보복 전략에 따라 제조된 마하 2의 쾌속을 자랑하는 델타 날개 폭격기이며, 미국 공군으로서는 최초의 초음속 폭격기이다. 냉전 대립을 계속하고 있던 소련과 바르샤바 조약기구의 방공망을 높은 고도에서 고속으로 돌파하며 핵 공격을 하는 능력을 목표로 개발되었다.

### 기체 구조
주익은 컨베이어 사가 자랑했던 델타 날개로, 전열 후퇴각은 마하 2로 순항에 최적으로 알려진 60도이다. 체는 또한 컨베이어 사의 F-102에서도 채택된 영역 규칙을 적용했고, 주익과의 결합부는 크게 잘록한 ‘콜라 병’ 상태로 되어 있다.

## 스펙
- 길이 : 29.49 m
- 폭 : 17.32 m
- 전체 높이 : 9.12 m
- 주익 면적 : 143.26 m 2
- 총 중량 : 73,900 kg
- 엔진 : J79-GE-5B 4개
- 추력 : 69.4 kN (드라이) 79.4 kN (A/B)
- 최대 속도 : M2.1
- 실용 상승 한도 : 18,300 m
- 항속 거리 : 2,084 nm
- 승무원 : 3명

## 파생형
XB-58
시험 제작기. 2기 제조. 이후 1기가 TB-58A로 개조.
YB-58A
이전 양산형. 11기 제조. 이후 1기가 NB-58A로, 5기가 TB-58A로 개조.

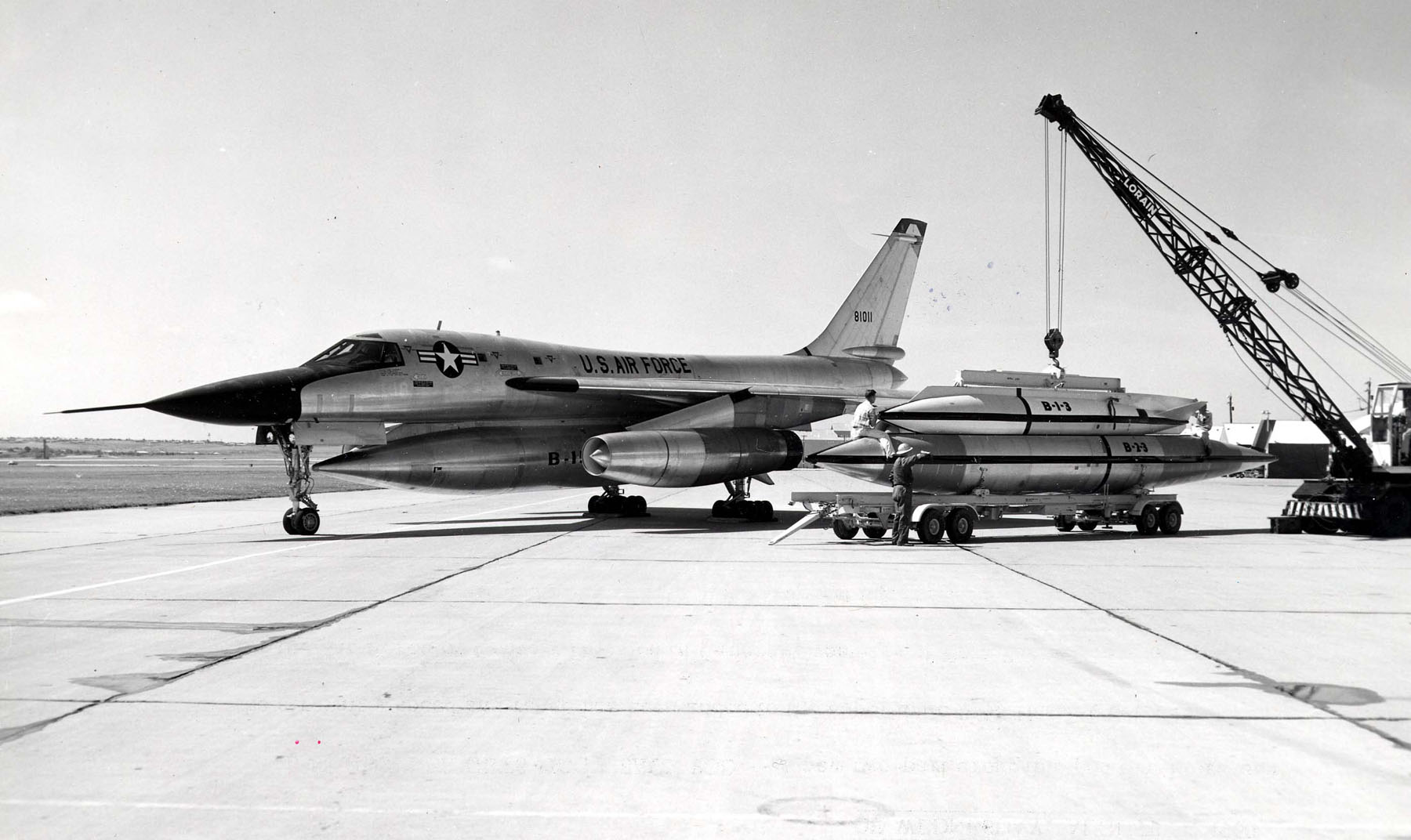
RB-58A
정찰기형. 17대가 생산되었지만, 실제로는 테스트기로 사용되었다. 테스트 종료 후 11대가 양산화 개조되어 B-58A로, 1기가 TB-58A로 개조되었다.
B-58A
양산형. 86대 신규 건조. 다른 RB-58A로 11대가 개조.
TB-58A
훈련 형. 테스트기 각 유형에서 총 8대가 개조. 순수한 훈련용으로 무장과 관련 장비는 제외했다.
NB-58A
시험기. YB-58A로 1대 개조. XB-70용 YJ93-GE 엔진 테스트 베드가 되었다. 이후 TB-58A로 개조.
B-58B
계획 만. 엔진을 J79-GE-9에 환장하고 항속 거리, 속도, 고도를 개선. 일반 폭탄과 공대지 미사일 운용 능력을 추가할 예정이었다. 1959년 6월 11일에 생산 계획을 시작했지만, 7월 7일에 취소.
B-58C
계획 만.

## 같이 보기
- 다소 미라주 IV
- 투폴레프 Tu-22